# イシナガキクエを探しています
『イシナガキクエを探しています』（イシナガキクエをさがしています）は、2024年4月30日（4月29日深夜）、 5月11日（5月10日深夜）、5月18日（5月17日深夜）に「TXQ FICTION」枠で第1弾として放送されたテレビドラマである。また、第4話は2024年5月24日（金）20時よりTVer、ネットもテレ東で配信された。
本作は、1969年に失踪した女性「イシナガキクエ」を探し続けている高齢男性の米原実次(よねはら・さねつぐ)の遺志を継いで制作された公開捜査番組という設定のモキュメンタリーである。番組ではフィクションである事を示すため、番組冒頭と番組最後に「この番組はフィクションです。実際の人物や事件とは無関係です」というテロップが表示されている。
オープニングテーマはキタニタツヤが担当。
2025年7月16日（水）、ドラマの内容に未公開の内容を加えた書籍版が発売された。

## あらすじ
第1話
長年にわたり「イシナガキクエ」という女性を探してきた米原実次は、テレビ東京に協力を依頼する。2024年2月に米原が死亡したため、テレビ局は彼の遺志を継いで公開捜索番組を放送する。
まず、VTRで米原がキクエを探す様子が映し出される。米原の近所の人はキクエの実在を疑っており、スタッフからそのことを伝えられた米原は1枚の不鮮明な写真を見せ、それが彼女の写真だと説明する。
ここで番組が視聴者に情報提供を募ったところ、米原の近隣住民だという者から「米原の没後、彼の自宅周辺に大勢の人が出入りしていた」という連絡が電話で寄せられたほか、動画も寄せられた。
第2話
全国各地から目撃情報や消息の臆測情報が寄せられる中、心霊系YouTuberのキラフから、2024年2月9日にある廃屋内を撮影した際に、裏面に番号が振られたものを含めた女性が写った不鮮明な35枚以上の写真を発見し、その中にキクエに似た人物もあった情報が寄せられ、番組内でその映像が公開される。
また、上田怜歩那という中学生からも「2024年5月6日に池の生態調査をしていたところ、池の中から謎のビデオカメラを発見した」という連絡が寄せられる。上田から提供された映像には、男性2人がウェットスーツを着て池の中を探索する様子や、池の水中内に額縁らしき物に入れられたキクエに似た人物の写真が人型の物体に縛り付けられている様子が映っていた。
第3話
スタジオにはゲストも電話オペレーターも居ず、司会の安東のみで進行する（後述の第4話の通り、この段階で視聴者からの情報提供は打ち切っていた）。
安東は、キラフが発見した写真を解析したところ米原が持っていたキクエの写真と同一人物の可能性が高いと判明、上田に提供されたビデオテープの内容は情報を整理中と報告。そして新たに匿名視聴者から寄せられたビデオテープを公開する。
それは、1987年生放送のローカルテレビ番組の録画で、会いたい人物を探し出し対面するコーナーにキクエを探す米原が出演していた。結果、キクエは見つからなかったと知った米原は「何体も処理している35体も」「見つからないのが一番良い」「キクエがこの世にいない事を確認して欲しくてここに来た」と訴え「キクエを見つけたら」とカメラに向け住所と電話番号を掲出していた。
2024年5月12日、特別公開捜索番組スタッフが住所を当たると稲垣義一という男性が住んでいた。稲垣によると電話番号は以前この家で使っていた物で、米原は生前占いやお祓いをしていた母・乙の顧客かもしれないという。乙が仕事で使っていた留守番電話のテープを調査すると、1990年に米原から「1体見つけたので処置をお願いしたい」「代理人をこちらで用意する」「今回もよろしくお願いします」と依頼が残されていた。
映像はスタジオに戻り「放送時間の関係上、一部お伝えできませんでした」とテロップが表示される。そして番組は最終回と安東が伝えた後、2024年2月12日に放送された米原が自宅近くの畑で焼死体で見つかったことを報じるニュース番組映像が流れ、「公開捜索番組」は幕を閉じる。
第4話（最終話）
スタジオパートは無く、米原の一連の行動について検証するVTRのみで構成される。
前半では一連の公開捜索番組が企画された経緯の説明と、過去3回の捜索番組で提示された情報の整理が行われ、元々テレビ東京が米原に密着したドキュメンタリーの製作を企画していたことや、第3話の時点で約8000件の目撃証言が集まっていたものの、その後見つかった米原の証言からキクエが既に亡くなっている可能性が高いという局の判断により、第2話放送時点で公開捜索を打ち切り第3話が最終回と決定していたことが明かされる。
その後、第3話の放送後に稲垣義一から送られてきたビデオテープや8mmフィルムの内容を、「これからご覧いただく映像の一部は気分を害する可能性があります」という警告テロップを表示した上で公開。そこには女性の遺体を白い布で包む様子や米原を含む複数人の男性と乙が番号を書いた写真を貼り付けた人型の物体を各地に遺棄する様子が記録されており、その中にはキラフの侵入した廃屋やビデオカメラの落ちていた池も含まれていた。番組スタッフが調査した結果、ビデオに映っていた土地は米原家の数キロ圏内に位置しており、廃屋の所有者は米原だったと突き止める。更に米原は処置の依頼先を別団体に変えようと乙に手紙で相談していたと判明する。
これらの情報を踏まえ、番組スタッフが廃屋を訪れると写真は無くなっており、キラフがまだ調べていなかった多数のお札が貼られた離れを見つける。そこに放置されていた割れた骨壺を調べると、合わせ鏡で取られた仲睦まじ気な男女の古い写真が見つかる。

## 登場人物
イシナガ キクエ〈77〉
演 - 堀口さほ
1969年に失踪した、当時22歳の女性。名前の漢字表記は不明。1947年（昭和22年）8月10日生まれ。身長145cm。中肉中背。会話はできない（米原曰く「喋れないのではなく、おとなしい」とのこと）。
本名は麻山実智子（あさやま みちこ）。物質化した霊体を生成する超能力者。
米原実次（よねはら さねつぐ）〈享年84〉
演 - 中山克己、木村清志（1975年-1987年時/第3話・第4話）
イシナガキクエの行方を探していた男性。キクエとの関係は「家族みたいなもの」とのこと。5人兄弟の次男で、両親は林業を営んでおり広大な山林を所有していた。2024年の時点で家族はみな亡くなっており1人暮らししていた。2024年2月に死去。

### 特別公開捜索番組
安東弘樹
演 - 本人
特別公開捜索番組の司会者。
神崎一郎
演 - 帆足健志（第1話・第2話・第4話）
元警視庁刑事。特別公開捜索番組のゲスト。
サーヤ（ラランド）
演 - 本人（第1話・第2話・第4話）
特別公開捜索番組のゲスト。
ナレーション
声 - 水原恵理

### その他
キラフ

心霊系YouTuberの男性。15年前に空き家となったとされる家屋を探索するなか、手書きで番号が振られたものを含めた35枚以上の不鮮明な写真を見つける。
上田怜歩那
演 - 本人（第2話・第4話）
生物研究会に所属する中学1年生。池の生態調査中にビデオカメラを拾い、その中に入っていたテープを番組に提供する。
稲垣義一
演 - 鈴木コウヤ（第3話・第4話）
37年前のテレビ番組で米原が「キクエを見かけたらここに連絡して欲しい」と示した住所に住んでいる男性。現在は1人暮らし。母親が生前仕事依頼のメモ代わりにしていた留守番電話の録音テープや遺品の中から見つかった映像テープや米原からの手紙を取材スタッフに貸与する。
稲垣乙
演 - 冨井桂子（第3話・第4話）
義一の母。2024年5月時点は故人。生前は占いやお祓いを生業としており、その客が自宅によく訪れていた。米原からも仕事の依頼や相談を受けていた。

## 放送日程
| 各話  | 放送日                   | 配信日        |
| ----- | ------------------------ | ------------- |
| 第1話 | 2024年4月30日            |               |
| 第2話 | 2024年5月11日            |               |
| 第3話 | 2024年5月18日            |               |
| 第4話 | 2024年12月20日 2:40-3:10 | 2024年5月24日 |

## 制作
本作は、新しく創設された番組枠「TXQ FICTION」の中でモキュメンタリーを作るという目的があり、これまで大森時生が手掛けた作品でよく見られた構造でのだまし討ちなどではなく、フィクションとしての強度を高めるという方針が立てられた。『フェイクドキュメンタリー「Q」』の寺内康太郎と皆口大地も制作に参加している。皆口には『世にも奇妙な物語』のように、タイトルを聞いてどんな番組か想像できるようにしたいという思惑があり、モキュメンタリーを作ると聞いた時には入れ子の構成にすることを思い当たった。皆口のテレビ番組への愛に加え、予算上の都合もあった。
ライターのダ・ヴィンチ・恐山は大森との対談の中で、番組の内容について、幼少期に見た公開捜索番組のざわざわした感じを思い起こしたと語っており、番組の体裁からホラーの感触もあったが、テレビの中で起きていることへの不安が強く、「大昔に失踪した一般人の公開捜索番組」というコンセプトそのものがいびつだとしている。一方、恐山は大森の過去作品よりも番組内容を事実だと誤認する者が続出しそうだと指摘しており、これについて大森は過去に手掛けた『SIX HACK』よりも30分早い0時半からの放送であり、事前情報なしで見ている視聴者が多いからかもしれないと分析している。
なお、リアリティーを出すために、公開捜索番組では問い合わせ窓口の様子が表示されていたことにちなみ、スタジオ内には電話が用意された。それに関連して、視聴者からの情報提供を呼び掛けるための問い合わせ窓口の電話番号が表示される場面が用意されており、関係各所との綿密なすり合わせを行った上で表示される番号には実在のものが使われた。

## 反響
第1話はその展開からインターネット上で反響が起きた。また大森によると、番組内で表示された電話番号にかける者が続出し、その回線が輻輳した。